# Saint-Pierre-de-Manneville
Saint-Pierre-de-Manneville este o comună în departamentul Seine-Maritime, Franța. În 2009 avea o populație de 735 de locuitori.